# B'Twin

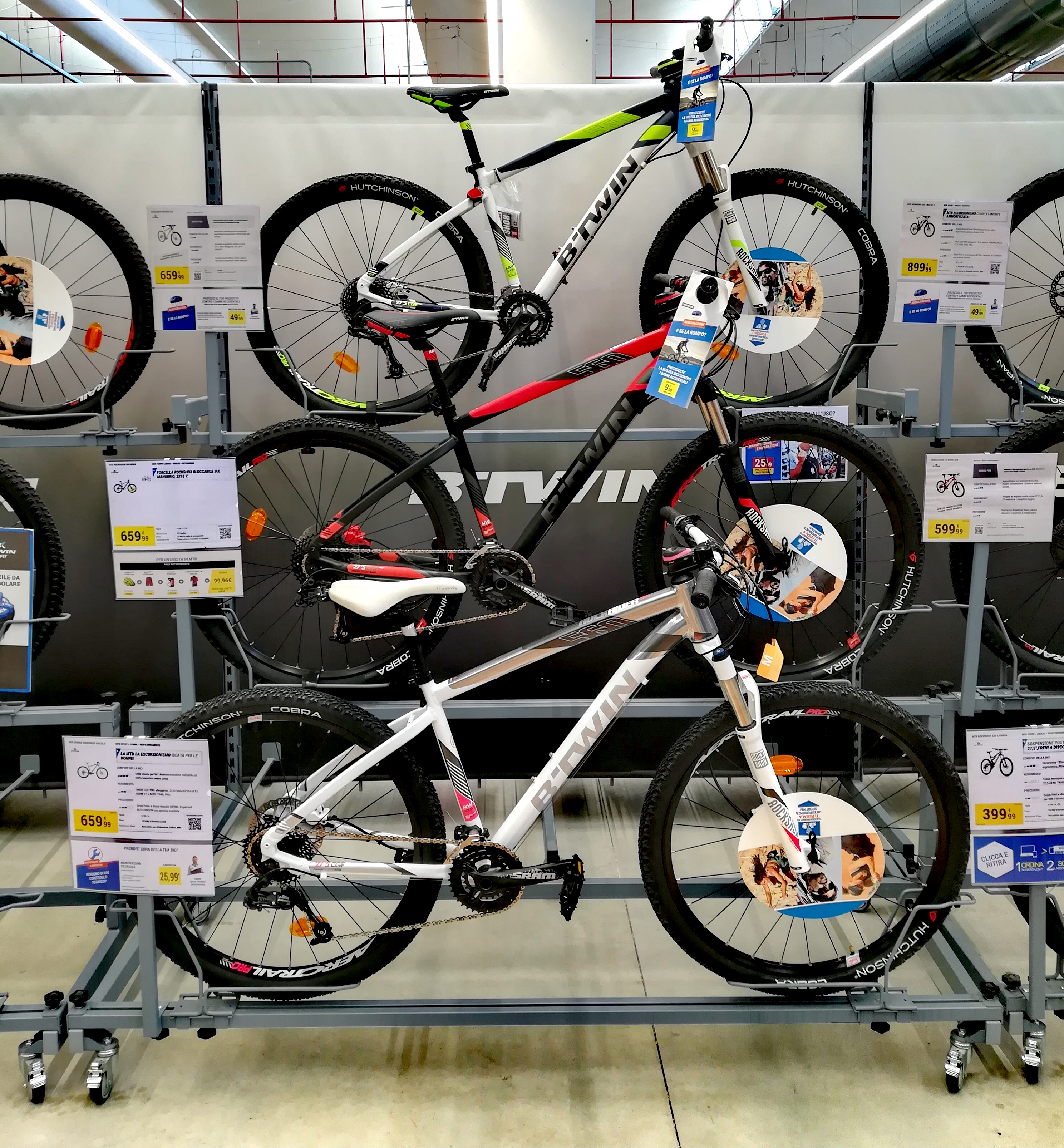
在迪卡侬商店中的B'TWIN自行车

B'TWIN是法国运动装备零售商迪卡侬旗下自行车运动的品牌，在全球千余家迪卡侬门店中进行销售。

## 历史
1976年迪卡侬成立自行车运动部门，1986年推出首款自有品牌的整车。1992年以越野車為主打的商標RockRider成立。1999年推出的B'TWIN 5获得成功，使B'TWIN在迪卡侬下属品牌中成为盈利最多的品牌之一。
B'TWIN自行车的产品线涵盖从公路车、山地车等专业运动，到旅行车、折叠车、童车等休闲健身。除整车外，也提供大部分的自行车组装零配件和骑行运动装备。
2018年起，迪卡侬在公路自行车领域放弃了B'TWIN品牌，转而使用全新的Triban和Van Rysel品牌。

## 下屬商標
1.ROCKRIDER：越野車
2.TRIBAN：初階公路車
3.ELOPS：城市車、摺疊車等
4.VAN|RYSEL：競賽公路車
5.RIVERSIDE：旅行車、混合車等
6.APTONIA：鐵人三項用品